# م أ 2007 يو واي

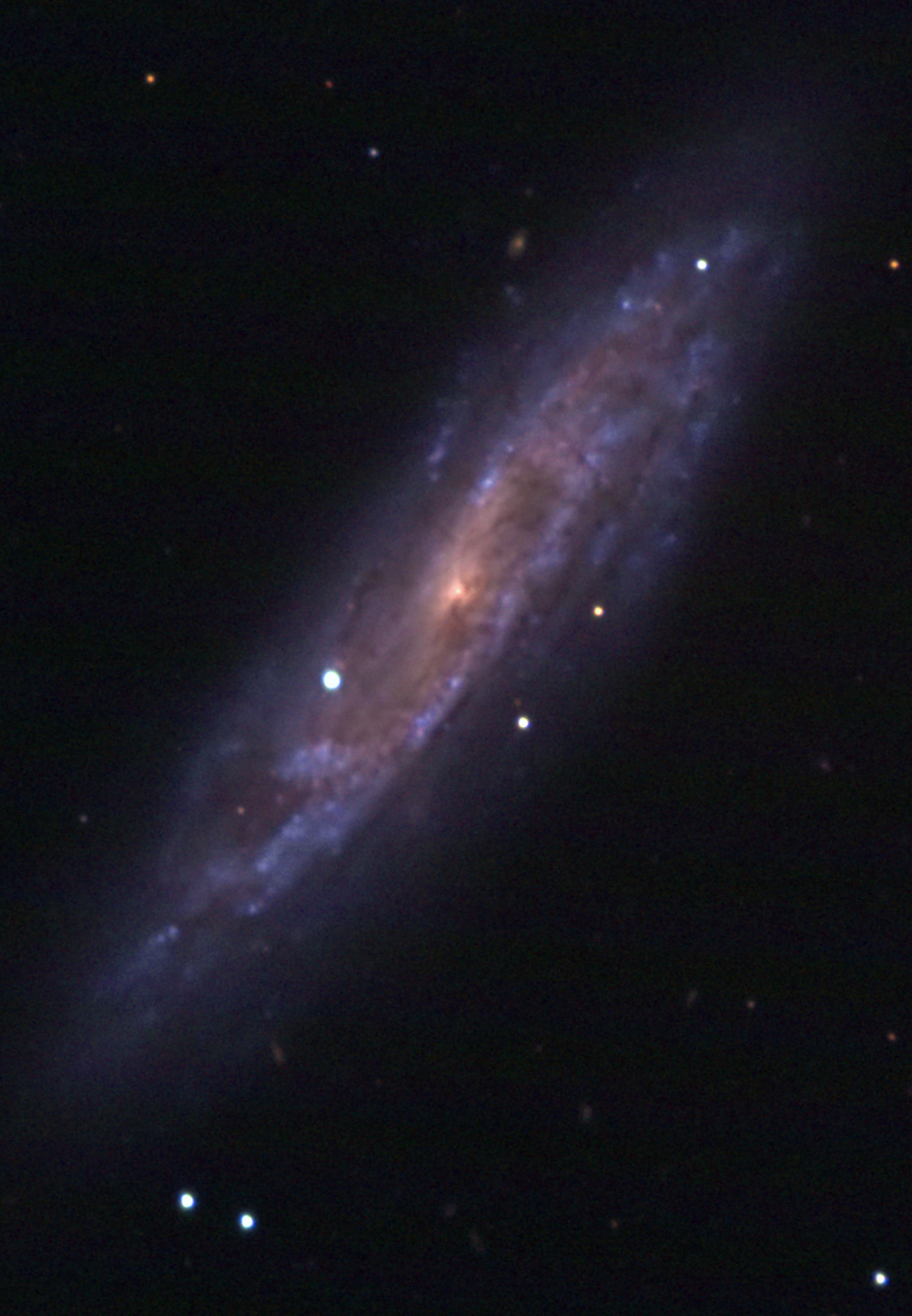
المستعر الأعظم 2007uy (ألمع نجم داخل المجرة)

المستعر الأعظم 2007uy اكتشف في 9 يناير 2007 بواسطة تليسكوب فضائي تابع لوكالة ناسا ، كان أول من لاحظه هو الياباني يوجي هيروس، يوجد هذا المستعر في المجرة NGC 2770 ، تبعد هذه المجرة عن مجرتنا مسافة 88 مليون سنة ضوئية ، وهي من المجرات الحلزونية .
عند رؤية المستعر 2007uy بالآشعة السينية اتضح أن ضوءه كان مشعا أكثر من الشمس بمائة مليار مرة، كما توصلت الأبحاث التي جرت على هذا المستعر الأعظم أنه من النوع lb 
بعد هذا الاكتشاف بعام، اكتشف مستعر أعظم آخر في نفس المجرة سمى 2008D وكان أول مستعر أعظم يرى ساعة الانفجار .

## اقرأ أيضا
• مستعر أعظم 
 • مستعر أعظم نوع lb